# 纳楼长官司署
纳楼长官司署位于云南省紅河哈尼族彝族自治州建水县坡头乡回新村，是彝族纳楼长官司副长官普氏的衙门之一，建于光绪三十三年（1907年），1996年被列为第四批全国重点文物保护单位。
回新村地处红河北岸的半山腰上，与红河水面高差近千米。纳楼长官司署坐北朝南，占地28000平方米，建筑面积2951平方米，为三进四合大院，有房间七十余间。其布局含“前朝后寝”之义，前院为办公、议事场所，后院为生活、起居场所。